# Rebilus bilpin
Rebilus bilpin is een spinnensoort uit de familie Trochanteriidae. De soort komt voor in New South Wales.